# Jiří Němec
Jiří Němec (* 15. Mai 1966 in Pacov, Tschechoslowakei) ist ein ehemaliger tschechoslowakischer bzw. tschechischer Fußballspieler und heutiger -trainer.

## Sportliche Laufbahn

### Vereinskarriere
Němec begann mit dem Fußballspielen 1974 in seinem Geburtsort Pacov. Als 15-Jähriger wechselte er zu Dynamo Budweis. Von 1987 bis 1990 spielte er bei Dukla Prag, danach wechselte er zum Stadtrivalen Sparta.
1993 holte ihn der FC Schalke 04. Für die Gelsenkirchener machte der Mittelfeldspieler 256 Spiele (sechs Tore) in der Bundesliga. Mit Schalke gewann er 1997 den UEFA-Cup sowie 2001 und 2002 den DFB-Pokal. 1997 wurde er zum tschechischen Fußballer des Jahres gewählt. 2002 kehrte er in seine Heimat zurück und unterschrieb für eine Saison beim FK Chmel Blšany. 2003 wechselte er zu Sparta Prag, 2004 zu FK Viktoria Žižkov. 2005 ging er wieder zu Sparta Prag, lief dort aber nur noch für die B-Mannschaft auf. Im Sommer desselben Jahres sah es so aus, als würde der mittlerweile 39-jährige Němec seine Karriere beenden, nachdem er sich mit dem Drittligisten Bohemians 1905 nicht auf einen Vertrag geeinigt hatte. Schließlich spielte er 2005/06 für den Viertligisten FK Dobrovice.

### Auswahleinsätze
Er absolvierte von 1990 bis 2001 84 A-Länderspiele in den Nationalmannschaften der Tschechoslowakei und Tschechiens, mit denen er an der Weltmeisterschaft 1990 (als ČSFR; ohne Einsatz) und den Europameisterschaften 1996 und 2000 teilnahm. Das 1:0 beim 2:2 gegen Südkorea am 27. Mai 1998 war sein einziges Tor im Trikot der Nationalmannschaft, die er 36 Mal als Kapitän auf das Feld führte. Sein größter Erfolg mit der Nationalmannschaft war der zweite Platz bei der EM 1996.

## Trainerlaufbahn
Im Sommer 2006 wurde er Co-Trainer bei Dukla Prag. Durch die Zusammenarbeit mit dem Zweitligisten Jakubčovice Fotbal ging Günter Bittengel, bis dahin Cheftrainer bei Dukla, nach Jakubčovice nad Odrou, Němec übernahm die Mannschaft. Nach der Übernahme der Lizenz von Jakubčovice Fotbal durch Dukla kehrte Bittengel wieder nach Prag zurück und Němec wurde wieder sein Co-Trainer. In der Saison 2007/08 trainierte Němec Duklas B-Mannschaft, im Folgejahr war er im Juniorenbereich von Sparta Prag tätig. Zur Saison 2010/11 wurde er Co-Trainer beim SK Kladno.

## Privatleben
Němecs Sohn Patrick (* 1996) wurde in Gelsenkirchen geboren. In der Saison 2012/13 spielte er im Nachwuchs von FC Schalke 04, in der darauffolgenden Saison für Rot-Weiß Oberhausen. Seit Sommer 2016 spielt er für Ratingen 04/19.

## Trivia
Auf der Jahreshauptversammlung am 10. Mai 2010 wurde Němec in die Schalker Ehrenkabine berufen.